# Crimmitschau (stacja kolejowa)
Crimmitschau – stacja kolejowa w Crimmitschau, w kraju związkowym Saksonia, w Niemczech. Znajduje się tu 1 peron.